# Calotomus japonicus
Calotomus japonicus е вид бодлоперка от семейство Scaridae. Видът не е застрашен от изчезване.

## Разпространение и местообитание
Разпространен е в Провинции в КНР, Тайван, Южна Корея и Япония.
Обитава крайбрежията на морета и рифове.

## Описание
На дължина достигат до 39 cm.